# Луд, збуњен, нормалан (8. сезона)
Ocма сезона телевизијске серије Луд, збуњен, нормалан се премијерно емитује на Нова ТВ у Хрватској у периоду од 15. маја до 4. новембра 2015. године.

## Радња
У стану Фазлиновића се поново вратило све на старо, међутим Фарук је мало попустио са живцима и халуцинира. Привиђају му се Тања, Сенада, Ајна и Марија заједно. Дамир је пустио браду, а и даље се забавља са Ладом, међутим упознаће и њену мајку. Милорадова ћерка Соња и Фарук ће почети да смишљају план како да измире Изета и Милорада, тако што ће им рећи да намеравају да се венчају.

## Улоге
| Глумац             | Улога              |
| ------------------ | ------------------ |
| Мустафа Надаревић  | Изет Фазлиновић    |
| Сенад Башић        | Фарук Фазлиновић   |
| Моамер Касумовић   | Дамир Фазлиновић   |
| Татјана Шојић      | Марија Шарафова    |
| Горан Навојец      | Рефко Мујкић       |
| Бранко Јанковић    | Фуфе Чмар          |
| Илир Тафа          | Ментор Косова      |
| Џана Пињо          | Барбара Фазлиновић |
| Марија Пикић       | Лада Вукашиновић   |
| Ксенија Маринковић | Ружа               |
| Ивор Шпаравало     | Џебра Фазлиновић   |
| Његица Балорда     | Рената             |
| Мирвад Курић       | Мариофил Шесто     |
| Тарик Филиповић    | Авдија             |

## Епизоде
| Бр. еп. (у серији) | Бр. еп. (у сезони) | Датум емитовања   | ТВ емитер     | Назив                                                                             | Сиже |
| ------------------ | ------------------ | ----------------- | ------------- | --------------------------------------------------------------------------------- | --- |
| 193                | 1                  | 15. мај 2015.     | Нова ТВ (ХРВ) | Поштар је донио пакет, али нико не зна за кога је поклон                          | У Фаруков живот поново улази Сенада, али овај пут са бебом. Након првобитног шока који резултира падом у несвест, договарају да ће урадити ДНК тест како би утврдили очинство. Фарук је у нади да је дете његово и да ће се поново помирити са Сенадом. Он са нестрпљењем очекује налазе. Зато одлаже све пословне обавезе, па редитељску палицу у продукцији Акорд преузима Фуфе, што наравно завршава катастрофом. Ситуацију додатно компликује и сат, који заједно са љубавном поруком без потписа стиже на адресу Фазлиновића. |
| 194                | 2                  | 16. мај 2015.     | Нова ТВ (ХРВ) | Фарук је тотално пук'о, а Изет и Дамир покушавају да му помогну                   | Након краха са Сенадом и Маријом, Фарук је у дубокој депресији. Чак губи интерес за билијар и алкохол. Почиње и халуцинирати те му се од Ладе привиђају Сенада и Марија. Терапија доктора Ђуричка му је мало помогла, али сви верују да су таблете прелазно решење и да се Фарук треба заљубити. Сви се бацају у акцију упознавања Фарука са неком женом, али нажалост њихов труд је за Фарука контрапродуктиван. Фарук је изгубио интерес за све, па тако и за посао те Фуфе преузима редитељску позицију у Акорду. Тај његов покушај режирања води ка тоталној катастрофи. |
| 195                | 3                  | 17. мај 2015.     | Нова ТВ (ХРВ) | Фарук је полудео чак и више него у претходној епизоди, а Изет гања пуха           | Фаруково психичко стање се погоршава. Сада га у мислима прогању све четири његове бивше девојке: Марија, Сенада, Тања и Ајна. Иако покушава сакрити њихово присуство од околине, сви виде како се он сам са собом расправља и свађа... Сви су забринути за њега, а Дамир тражи помоћ доктора Ђуричка. Фаруку лекови помажу све до тренутка док га у Сан Рему не дочекају Ајна, Тања, Сенада и Марија. Изет води битку са мишом у кући. Испробава све од клопки до нинџа метода. |
| 196                | 4                  | 22. мај 2015.     | Нова ТВ (ХРВ) | Дамир из подрума узео пројектор, а Фаруку у посјету дошао стари другар            | Изет је на Интернету прочитао текст о штетности конзумирања кафе те је покушава избегавати. Због тога преспава цели дан. Када му Дамир, такође на Интернету, пронађе текстове о користи кафе, почиње је пити у литрама. Убрзан од великх доза кофеина одлази у Сан Ремо где је Марија увела пројекције филмова са Супер 8 пројектора. Фарук и Дамир налазе старе породичне филмове и одлучују их опрегледати. Пројекцију стопира Марија када међу породичним тракама Фазлиновића залута и једна сумњивог садржаја коју је Изет донео из Шведске. |
| 197                | 5                  | 23. мај 2015.     | Нова ТВ (ХРВ) | Када Изет фолира да снима серију, а Рефко се бори са величином органа             | Изет користи положај сценаристе како би освојио Џеваду, младу амбициозну глумицу аматерског позоришта из Високог. То му и полази за руком, али је претходно морао исценирати снимање пилот епизоде. Фарук и Дамир су љубоморни на Изета, а ситуацију додатно компликује Лада, која сумња да је Дамир у вези са Џевадом. Због тога интервенише и полиција. Рефко има проблем са величином полног органа те на Интернету тражи решење. Марија са великим интересовањем прати Рефкину поруџбину. Међутим, на досетљивост превараната је замало и она насела. |
| 198                | 6                  | 24. мај 2015.     | Нова ТВ (ХРВ) | Изет не би да се Дамир жени, а Фуфе улази у туризам на велика врата               | Изет верује да је Лада класичан пример његове теорије коферуше: „кратак је пут од денталне хигијене, преко интимног памука, до мирног сна“. Још, када у Дамировој соби нађе кутијицу са прстеном, постаје потпуно сигуран да ће Дамир оженити Ладу. Међутим, у жељи да их растави, ангажује и Ђидо Мову како би нашао компромитујуће ствари из Ладиног живота. Међутим, како их нема, они их одлучују измислити. Фуфе тражи хонорарни посао. Уз малу Маријину помоћ (и наравно добру Маријину рачуницу), постаје туристички водич. |
| 199                | 7                  | 5. октобар 2015.  | Нова ТВ (ХРВ) | Мада њихов живот јесте Reality Show, Фаруку реално прети година робије            | Изет је усамљен и ради тога се не трезни данима. У Сан Ремо долази Фуфетова рођака Мимица, проститутка коју је време прегазило. Сазнавши да Изет има велики стан у центру Сарајева, одлучује га завести. Чак успева удати се за њега исто вече. Изет се ујутро ничега не сећа и препадне се када угледа прстен на својој руци. Продукција Акорд је у новом пројекту – снимају ријалити шоу. Марија такође учествује, опремом. У ријалитyју учествују сви, а звезда вечери је управо Мимица. |
| 200                | 8                  | 3. новембар 2015. | ТВ Прва (СРБ) | Нова Година куца на вратима 1                                                     | Новогодишња је ноћ и старо се друштванце окупља. Самир, који у бегу од полиције неколико година проводи у Хрватској, враћа се у Сарајево сa планом да организuje новогодишњу забаву на којој ће запросити своју нову девојку. Девојка је Ајна! И Споменка се вратила у Сарајево заједно са својим вереником Златком. Информација о њеном повратку толико шокира Изета да пада у несвест. Не знајући за Златка, од Дамира тражи да истражи који је разлог њеног повратка, а нада се да је разлог управо он. За организацију забаве задужен је Самиров кум Мурис. Међутим, Фазлиновићи нису позвани на Самирову забаву. Фуфе има нови изум, патентира зимско пиво. |
| 201                | 9                  | 4. новембар 2015. | ТВ Прва (СРБ) | Нова Година куца на вратима 2                                                     | Припреме за забаву су у току. Мехо кити јелку, Ментор и Фуфе треба да снимају забаву. Фазлиновићи су ипак позвани на забаву. Међутим, Марија не стиже рећи Фаруку ко је Самирова вереница. Изет од Дамира добија дезинформацију да се Споменка вратила ради њега. Забава почиње и сви су на окупу. Фарук скупља храброст да призна Ајни да је још воли, а храброст тражи у пићу. Међутим у тренутку када јој треба признати, он измишља лаж која на крају завршава батинама. Изет је у несвести од када је сазнао да је Споменка у вези са Златком. Забава завршава у тренутку када уместо да Ајни да прстен, Самир добија наруквице али полицијске. |
| 202                | 10                 | 6. октобар 2015.  | Нова ТВ (ХРВ) | Фарук се намјерио на докторицу, а Изет на сач                                     | У Сан Ремо долази Аида, Маријина пријатељица дерматолог. Сви су очарани Аидином лепотом. Изет је одмах заводи, али га она одбија. Мурис, да не би дошао у искушење, напушта Сан Ремо. Остаје Фарук који нема храбрости. Како је Аида докторка, Фарук се о њој распитује код Дамира. Дамир одлучује помоћи Фаруку те организује састанак са Аидом у њиховом стану. Изет верује да Фарук нема никакве шансе па тако пада и опклада. Након што остану сами у соби, Фарук се толико збуни да почне лагати да има дерматолошке проблеме. На крају бар добије опкладу. |
| 203                | 11                 | 7. октобар 2015.  | Нова ТВ (ХРВ) | Изет је у ратарском бизнису, а Фарук се навукао на лијепак                        | Изет је успео зарадити 100.000 €. Имао је генијалну идеју. Организовао је такмичење за највећу тикву. Тикве су пристизале из свих крајева тако да је на крају такмичења, имао пуна два велика складишта. Након што је исплатио награду, тикву је продао и тако зарадио ту суму. У изетовском маниру, он тачно зна где ће уложити тај новац. Фарук и даље смишља како да позове Аиду на пиће. Фуфе га одлучује орасположити те ангажује Лили, егзотичну плесачицу. У студију је направљена атмосфера, Фарук стиже и Лили почиње изводити стриптиз. У заносу, Фарук спушта руку у супер лепак те се залепе његова и Лилина рука. Трагајући за разређивачем који ће их одлепити, Фарука и Лили ће видети сви који не би требало да их виде. |
| 204                | 12                 | 12. октобар 2015. | Нова ТВ (ХРВ) | Фарук је коначно догурао до психијатра, а Изет до добитне конбинације             | Фаруку је додељен психијатар вештак да анализира његово психичко стање у тренутку када је починио кривично дело – бацио је Фуфета сa другог спрата, то је изазвало ланчани судар пет аутомобила, неколико људи је повређено. Али сплет глупих околности довели су до тога да је Фарук у том тренутку заиста и био неурачунљив: Аида га је одбила, Изет му је продао плоче, Фуфе слупао ауто и уништио камеру, итд. Међутим, није Фарук био једини којем се судило тај дан. И Изет је имао сличан проблем. |
| 205                | 13                 | 13. октобар 2015. | Нова ТВ (ХРВ) | Трчи Фарук, трчи                                                                  | У продукцију Акорд долази полицајац ухапсити Фарука ради неплаћеног пореза, а како га не налази оставља Фуфету поруку да Фарук може тражити одгоду. Фуфе покушава пренети Фаруку поруку, али Фарук га не жели саслушати и то га води директно у затвор. И то није једина катастрофа. У ципелама са кожним џоном оклизне се на степеницама у Сан Рему, повреди Аиду, њој помогне Борко, власник пиваре, који је дошао са Фаруком разговарати о послу. Од посла, али и од Аиде нема ништа. Још је ту и Фуфе. Да ли је то судбина или би све могло бити другачије да је Фарук када је излазио из куће, уместо ципела обукао патике? |
| 206                | 14                 | 14. октобар 2015. | Нова ТВ (ХРВ) | Фарук је Бања Лука, а Изет Чегевара                                               | Изет је уверен да друг Тито од њега очекује велике ствари: револуцију, борбу против капиталистичког израбљивања. Због тога, а наравно у потпуно алкохолизованом стању, ради на томе да га ухапсе због политичког деловања. И у томе успева. Боравак у затвору оставио је последице на Фаруково психичко стање, те му се руке не престају трести. Дамир из етичких разлога му не жели написати рецепт за седатив. Фарук, да би дошао до седатива, спреман је на све, чак и ангажује глумицу да имитира Барбару. |
| 207                | 15                 | 17. октобар 2015. | Нова ТВ (ХРВ) | Фарук је у потрази за пријатељима, а Изет за прељубницима                         | Фарук има карте за концерт, али је разочаран кад схвати да нема сa ким ићи. Међутим, случајни сусрет у Сан Рему ће променити ситуацију и родиће се ново пријатељство. Др. Ђуричко моли Дамира да му помогне да се извуче из везе коју има са пацијенткињом. Дамир му помаже, али сплетом околности, Дамир на вечеру уместо његове љубавнице, одведе његову жену. Ђидо Мова поново ангажује Изета у једном детективском задатку и управо треба пратити Др. Ђуричка, али и његову жену. |
| 208                | 16                 | 19. октобар 2015. | Нова ТВ (ХРВ) | Док једни жонглирају, други скијају                                               | Изет је поново у вези, и то са две даме истовремено. Једна од њих, Милена, је директорка маркетиншке агенције и Авдијина шефица. Фаруку је посао неопходан те успева наговорити Милену да продукцији Акорд повери снимање спотова за њеног клијента. Међутим, ствари му баш и не иду на руку. Авдија треба координирати пројектом продукције спотова, али он своју фрустрацију због везе између Дамира и његове бивше жене, лећи на Фаруку. И баш када Авдија попусти у својој намери да уништи посао, Изет изгуби контролу у маневрирању двема везама. Љута, Милена посао поверава другој продукцијској кући. У међувремену, Дамир се игра са животом. Мубина је обожаватељка адреналина и екстремних спортова и Дамир је одлучује пратити. Тако прихвата позив за екстремно ноћно скијање. На располагању има цело послеподне да уопште научи скијати. Инструктор му је Изет и часови се одвијају на тепиху у дневној соби. |
| 209                | 17                 | 20. октобар 2015. | Нова ТВ (ХРВ) | Терминатор болује од хипохондрије                                                 | Фуфе верује да терминатори постоје и доказе налази у властитом окружењу. Изет и Фарук носе холтере како би проверили рад срца. Чудне их ствари узнемиравају. Изет болује једино од споменканитиса, а Фарук је два пута био јако узнемирен: први пут ради позива на суд, а други пут када му је живот био у торби ради Фуфетове борбе са терминаторима. Лада долази у Сарајево и среће се са Дамиром, али није сама. Ту је и Ладина мама. И Лада више неће бити сама. |
| 210                | 18                 | 21. октобар 2015. | Нова ТВ (ХРВ) | Фарук се потврђује као експерт за жене, а Изет за кућне помоћнице                 | Лада долази код Дамира, а мама је прати у стопу. Међутим, лудило Фазлиновићевог стана баш и није најбоље место уколико желите импресионирати некога ко је конзервативан. Сусрет са Изетом, Зору избацује из ципела, а онда још у ходнику сусреће Суаду која напола гола излази из Дамирове собе. Фарук се каје ради ноћи проведене са Суадом, иако се не сећа ничега. Моли Марију да му помогне око Сенаде. Суада, желећи се решити бившег момка измишља да је трудна са Фаруком. Та вест додатно закомпликује ситуацију свим члановима породице Фазлиновић. |
| 211                | 19                 | 24. октобар 2015. | Нова ТВ (ХРВ) | Изет се посветио вјери, а Фарук Суади                                             | Дамир набавља боцу специјалног розе вина из Херцеговине. За боцу тог вина, Изет је спреман учинити све, чак и ако то подразумева извести Зору на вечеру. Међутим, да би Зора пристала изаћи са њим, он се мора доказати као верник. Опремљен свом потребном реквизитом, Изет се налази са Зором на вечери. Он пије сок, Зора вино. Након друге боце вина, открива се да Зора и није баш тако чедна као што се представља. Иако то не личи на њега, Изет губи жељу за Зором те да би се извукао измишља лаж о импотенцији. Зора бежи главом без обзира, али на Изетову жалост и Бјанка. |
| 212                | 20                 | 26. октобар 2015. | Нова ТВ (ХРВ) | Рат до задње капи максузије                                                       | Ради састанка са Сафетом Билмезом око нове серије, Фарук одлучује окречити продукцију Акорд. Тај посао поверава Фуфету. Фуфету је добро ишло све док није почео чистити, а тад је све кренуло по злу. И док Фуфе потпуно девастира продукцију, Фарук и Соња, Милорадова ћерка кују план како да зауставе ескалацију сукоба између Изета и Милорада, чак им и најављују венчање. Међутим, након првобитног шока и одређене количине максузије, Изет и Милорад завршавају са песмом. |
| 213                | 21                 | 27. октобар 2015. | Нова ТВ (ХРВ) | Дупла вотка са једном кришком лимуна, двије коцке леда и мало бадема да се замези | Да би потписао уговор за нову серију, Фарук мора добити потврду Порезне управе да је подмирио своје порезне обавезе. Због тога је присиљен сам себи позвати инспекцију. Порезни инспектор поставља услов: или сву документацију дигитализовати или нема потврде. Како је Изет задужен за рачуноводство, расписује оглас за помоћника. Иако је Фарук хтео другачије, Изет запошљава Елму, а одлуци је пресудила мајица са Титовим ликом и суве смокве. Али Елма има једну ману. Не воли радити. Изет неће признати грешку, те све ради сам. |
| 214                | 22                 | 28. октобар 2015. | Нова ТВ (ХРВ) | У рату непријатељи, у миру још већи                                               | Припреме за снимање пилот епизоде су у току. Фарук је забринут јер немају новца којим би финансирали снимање. Костими су историјски, војне униформе из Другог светског рата. Међутим, Изет тачно зна ко те униформе крије у ормарима. У продукцију долази и Махмут како би снимио десет спотова за свој албум илахија и касида. Фарук то види као спас и шансу да дође до неких пара који су му преко потребни за снимање серије. Фуфе, да би лакше договорио детаље око снимања, тајно улива ракију у Махмутов чај. У Сан Рему се одиграва костимска проба. Власници униформи су и статисти. У ваздуху се осећа напетост, а врхунац достиже када пијани Махмут излазећи из WC-а угледа пун кафић статиста костимираних у припаднике разних војски из периода Другог светског рата. |
| 215                | 23                 | 31. октобар 2015. | Нова ТВ (ХРВ) | Кастинг је Изетово тешко бреме                                                    | Снимање се приближава, Мехо завршава сценографију, мање улоге су већ подељене. Остало је још питање ко ће играти Скојевку Драгицу - главну женску улогу. Како су у рату дозвољена сва средства, Лада је као „средство за добијање улоге“ изабрала Дамира, а Мубинино „средство“ је Фарук. Одлуку треба донети Изет те креће рат између оца и сина ко ће боље и више подмитити Изета. |
| 216                | 24                 | 2. новембар 2015. | Нова ТВ (ХРВ) | Одлазак Ескима                                                                    | Изет у планинарској опреми, опраштајући погледа Фарука док спава. Кријући сузе, поздрави се с Дамиром. Никоме није јасно где је отишао. Чак му је и мобилни телефон недоступан. Фарук и Дамир помишљају на најгоре. Како су све паре уложили у снимање пилот епизода те нису платили рачуне, у стану Фазлиновића нема ни струје, ни воде, а ни телефона. Фарук с великим нестрпљењем очекује позив Сафета Билмеза који му треба саопштити одлуку да ли ће телевизија откупити њихову серију. Уз светлост свећа, неколико боца максузије, Дамир и Фарук стрпљиво седе и чекају тај телефонски позив, али и Изета чији је мобилни телефон је и даље недоступан. |

## Напомена
- У Хрватској се ова сезона третира као саставни део претходне сезоне (ову и претходну сезону третирају као једну).
- 200. и 201 епизода су премијерно емитоване у Србији на ТВ Прва, па је због тога у табели наведен датум када су те две епизоде емитоване.